# Frequenzversteigerung
Eine Frequenzversteigerung ist ein Prozess, bei dem eine Regierung eine Auktion verwendet, um Rechte (Lizenzen) zu verkaufen, Signale über bestimmte Frequenzbereiche des elektromagnetischen Spektrums zu übertragen. Abhängig vom spezifischen Auktionsformat, kann eine Spektrumsauktion von einem Tag bis zu mehreren Monaten vom Eröffnungsangebot bis zum endgültigen Gebot dauern. Mit einer gut gestalteten Auktion werden Ressourcen effizient den Parteien zugewiesen, die sie am meisten schätzen, wobei sich die Regierung dabei die Einnahmen sichert. Frequenzversteigerungen sind ein Schritt hin zu einer marktgestützten Frequenzverwaltung und Privatisierung öffentlicher Rundfunkfrequenzen. Sie bieten Regierungen die Möglichkeit, knappe Ressourcen zu verwalten. Alternativen zu Auktionen beinhalten administrative Lizenzierung, wie die vergleichenden Anhörungen, die historisch durchgeführt wurden (manchmal als "Schönheitswettbewerbe" bezeichnet), oder Lotterien. Diese Alternativen haben jedoch Probleme bei der Erreichung einer effizienten Allokation, insbesondere wenn Informationen asymmetrisch verteilt sind.

## Allgemeines
Die üblichen Ziele bei solchen staatlichen Auktionen sind Peter Cramton zufolge Effizienz, Transparenz, Einfachheit und Fairness. Frequenzauktionen sind dann effizient, wenn das Spektrum seiner besten Nutzung zugeführt wird. Es ist hingegen kurzsichtig, wenn Staaten hohe Auktionseinnahmen generieren wollen, indem sie Monopole schaffen. Einfachheit erfordert klar definierte Regeln, auf deren Grundlage sich gut eine Bietstrategie entwickeln lässt. Sie dient auch der Effizienz, weil einfache Regeln es Bietern besser ermöglichen ihre Präferenzen zum Ausdruck zu bringen. Transparente Auktionen zeichnen sich durch eindeutige Regeln aus, wie Gebote zu Ergebnissen führen. Veröffentlichte Informationen sollten dazu dienen, Angebot und Nachfrage abzubilden, ohne dabei Kollusion zu begünstigen. Zu diesem Zweck können sie etwa anonymisiert werden. Damit eine Auktion schließlich fair ist, müssen alle Bieter den gleichen Regeln unterworfen sein und diese Regeln auch kennen. Wenn die Ausgangssituation einer Auktion besonders komplex ist, muss ihr Design daran angepasst werden. Mögliche Aspekte, denen Rechnung getragen werden sollte, sind etwa die Gefahr von Konzentration, regionaler Wettbewerb (der regionale Lizenzen erfordert), unterschiedliche Businesspläne oder Technologien der Bieter, Interferenzen mit benachbartem Spektrum oder die Tatsache, dass das betreffende Spektrum noch von anderen (staatlichen oder privaten) Inhabern gehalten wird. Wenn Spektrumspakete außerdem Komplemente sind, wollen Bieter auf Pakete bieten, die sich ergänzen. Auch das verkompliziert das Auktionsdesign erheblich. Von großer Bedeutung ist auch, wie die Lizenzen zugeschnitten werden, also welche Frequenzen und Regionen sie umfassen, für welchen Zeitraum sie gelten und welche Einschränkungen es gibt.

## Innovation
In den vergangenen zehn Jahren hat sich die Telekommunikation zu einer hart umkämpften Branche entwickelt, in der Unternehmen um den Kauf wertvoller Frequenzen konkurrieren. Dieser Wettbewerb wurde durch technologische Fortschritte, Privatisierung und Liberalisierung ausgelöst. Insbesondere die mobile Kommunikation war seit 2000 stark im Wandel. Die mobile Technologie ist von der zweiten Generation (2G) zur dritten Generation (3G) in die vierte Generation (4G) übergegangen und befindet sich derzeit im Übergang zur Technologie der fünften Generation (5G).
Mit mehr Anbietern in der Mobilfunkbranche ist der Wettbewerb bei Frequenzversteigerungen aufgrund der gestiegenen Nachfrage seitens der Verbraucher gestiegen. Als die Vereinigten Staaten im Juni 2009 den Übergang vom analogen zum digitalen Fernsehübertragungssignal vollzogen, wurde das wertvolle 700-MHz-Spektrum verfügbar, weil es nicht mehr von analogen TV-Signalen genutzt wurde. Im Jahr 2007 kündigte der Suchriese Google an, dass er mit seinem sehr beliebten Android-Betriebssystem und den Plänen für ein mobiles Breitbandsystem in das Mobilfunkgeschäft eintreten würde. Google gab an, sie hätten geplant, für den "C" Block der Frequenzauktion ein Gebot abzugeben, das den Kanälen 54, 55 und 59 des unteren 700-MHz-Spektrums und den Kanälen 60, 61, 65 und 66 des oberen 700 MHz Spektrums entspreche. Diese werden normalerweise zum Aufbau landesweiter Breitbanddienste verwendet. Um die Zeit von Googles Ankündigung, kündigten auch AT&T und Verizon Pläne an, an der Frequenzversteigerung teilzunehmen, um das "C" Block Spektrum zu kaufen.

## Versteigerungen in Deutschland
- Versteigerung der UMTS-Lizenzen
- Frequenzversteigerung 2010 im Rahmen der „Digitalen Dividende“